# Aeschnophlebia kolthoffi
Aeschnophlebia kolthoffi är en trollsländeart som beskrevs av Sjöstedt 1925. Aeschnophlebia kolthoffi ingår i släktet Aeschnophlebia och familjen mosaiktrollsländor. Inga underarter finns listade i Catalogue of Life.